# Directeur d'établissement d'éducation adaptée et spécialisée
Le métier de directeur d'établissement d'éducation adaptée et spécialisée (DEEAS) est un métier de l'éducation en France. Ce statut a été créé en février 1988 en remplacement de celui de directeur d'établissement spécialisé.

## Diplôme
Pour pouvoir être titularisé, un DEEAS doit posséder le diplôme de directeur d'établissement d'éducation adaptée et spécialisée (DDEEAS).

## Statut
Un DEEAS peut relever de différents statuts :
- de personnels de l'Éducation nationale française appartenant à différents corps de fonctionnaires: instituteurs, professeurs des écoles, personnels d'enseignement général, technique et professionnel du second degré, personnels d'orientation, personnels d'éducation, personnels de direction.
- de professionnels de l'enseignement privé: maîtres des établissements d'enseignement privés du premier degré, maîtres contractuels ou agréés exerçant leurs fonctions dans les établissements privés du second degré sous contrat.

## Types d'établissements
Le DEEAS exerce une mission de service public d'éducation et de formation visant à promouvoir l'inclusion scolaire, professionnelle et sociale d'enfants, d'adolescents ou de jeunes adultes handicapés ou en grande difficulté. 
- soit dans des établissements ou sections d'éducation adaptée ou spécialisée sous tutelle du ministère de l'éducation nationale ;
- soit dans des établissements, sections ou services d'éducation adaptée ou spécialisée, sous tutelle d'autres départements ministériels (affaires sociales, santé, administration pénitentiaire, etc.).

La majorité des DEEAS exercent ces missions en tant que directeurs de SEGPA, d'EREA, d'ERPD ou d'IME.

## Missions
Dans l'objectif de contribuer au développement de l'autonomie et des compétences des enfants, adolescents ou jeunes adultes auprès desquels interviennent les personnels, il a la responsabilité :
- de la direction technique et de l'animation pédagogique ;
- du management et de la conduite des partenariats ;
- de l'administration générale et de la gestion.